# Сан-Бартоломео (Марне)
Сан-Бартоломео, Церковь святого Варфоломея (итал.  San Bartolomeo) — католический храм в итальянском посёлке Марне. Это был независимый приход, пока деревня Марне не стала муниципалитетом.

## Галерея

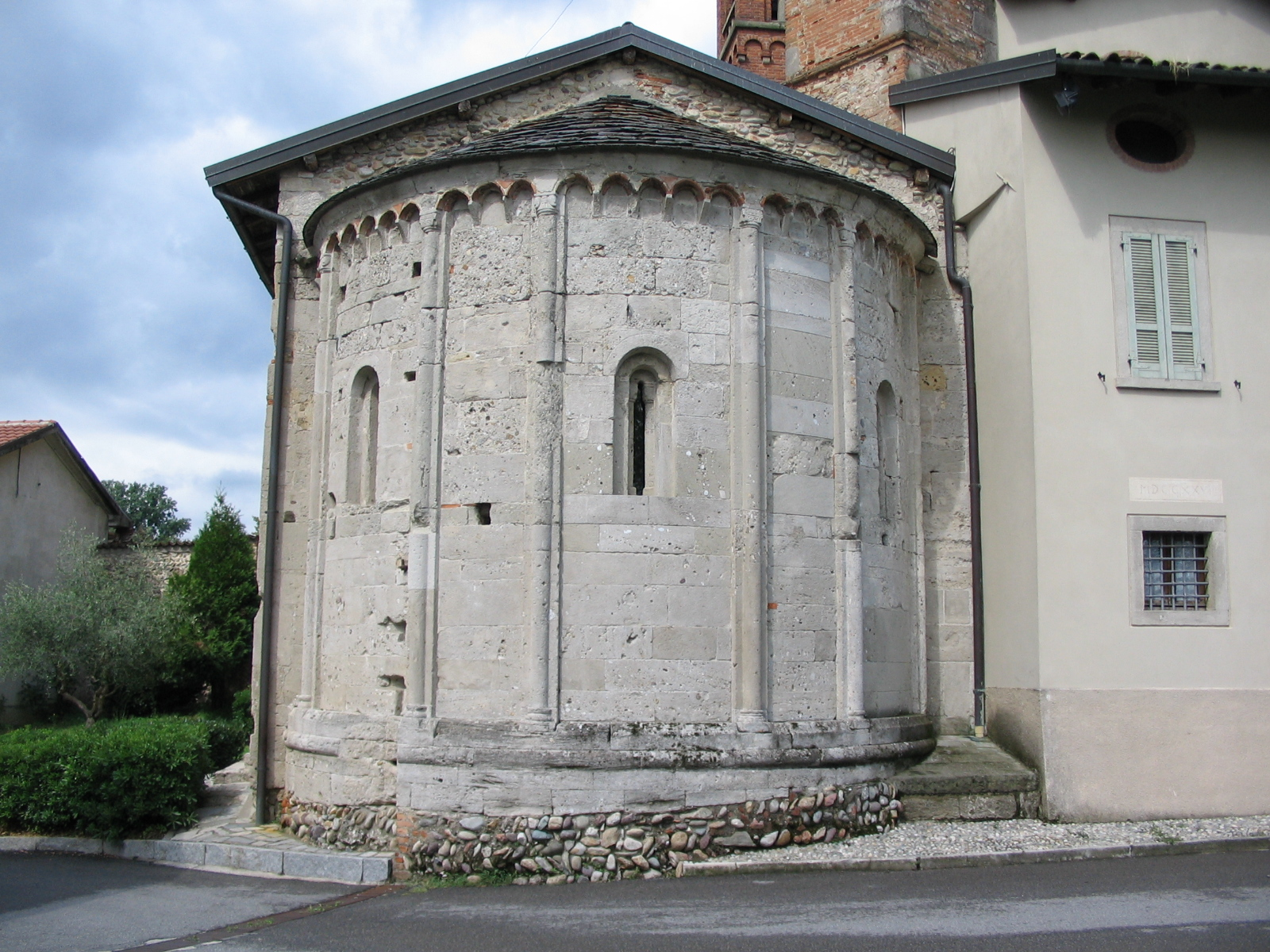
Апсида
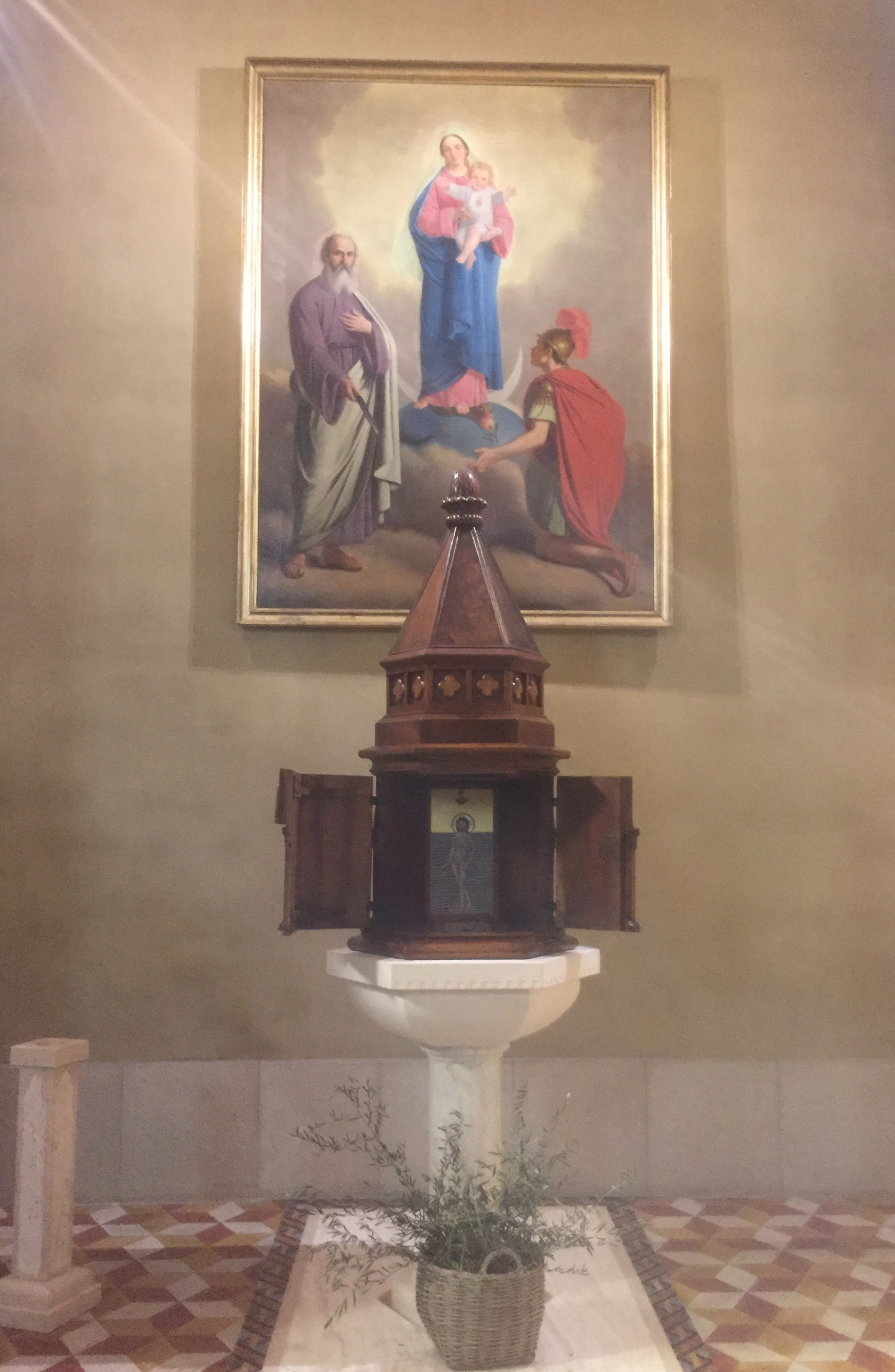
Баптистерий, где крестился епископ Маурицио Мальвестити